# Кириченко Федот Іванович
Федот Іванович Кириченко (28 лютого 1888, Санкт-Петербург, Російська імперія —1920, Умань, Уманський повіт, Київська губернія, Російська імперія (?)) — командир полку Дієвої Армії УНР.

## Біографія
Походив з селян Полтавської губернії.
Закінчив 3-класне Уманське міське училище. У 1909-1913 роках відбував строкову військову службу у 3-му Кавказькому стрілецькому полісі у місті Тифліс. 27 липня 1914 року був мобілізований, закінчив 1-шу Тифліську школу прапорщиків 15 травня 1915 року. У складі 10-го піхотного Новоінгерманландського полку брав участь у Першій світовій війні. За бойові заслуги був нагороджений орденом Святого Георгія IV ступеня. Останнє звання у російській армії — штабс-капітан.
З травня 1917 року — командир 1-го куреня 1-го Українського козацького полку ім. Б. Хмельницького військ Центральної Ради. З березня 1918 року — командир 1-ї сотні Богданівського куреня 1-го Запорізького полку Армії УНР. З травня 1918 року — командир 1-го куреня 4-го Запорізького ім. Б. Хмельницького полку Армії Української Держави. З листопада 1918 року — помічник командира полку. З червня 1919 року — командир 18-го Запорізького полку ім. Б. Хмельницького Дієвої Армії УНР. У січні 1920 року разом з рештками полку був схоплений в Умані Червоними гайдамаками отамана Волоха. Розстріляний з наказу Волоха.